# Partido di San Antonio de Areco
Il partido di San Antonio de Areco è un dipartimento (partido) dell'Argentina facente parte della provincia di Buenos Aires. Il capoluogo è San Antonio de Areco.